# Arnaud Askoy
Arnaud Askoy, de son vrai nom Arnaud Bassecourt, est un artiste français connu pour son interprétation du répertoire de Jacques Brel. Ancien officier de police, il s’est reconverti en chanteur, écrivain et peintre. Il est principalement reconnu pour son spectacle La Promesse Brel, dans lequel il rend hommage à l’artiste belge.

## Biographie

### Origines et parcours professionnel
Arnaud Bassecourt, connu sous le nom d’artiste Arnaud Askoy, est né en 1970 dans le 12e arrondissement de Paris. Après des études en ingénierie aéronautique qu’il abandonne rapidement, il rejoint en 1992 l'École nationale supérieure de la Police et devient officier de police judiciaire. Pendant plus de dix ans, il exerce cette fonction avant de se reconvertir comme détective privé.

### Transition artistique
En parallèle, il développe un intérêt pour la littérature et publie en 2001 L'Aigle de diamant, un livre autobiographique. En 2013, il découvre l’album Amsterdam de Jacques Brel, qu’il décrit comme une révélation. Inspiré par la profondeur de l’œuvre de Brel, il décide de se consacrer à la musique et adopte le pseudonyme Askoy, en hommage au voilier ayant appartenu au chanteur.

## Carrière musicale

### Débuts musicaux
Arnaud Askoy débute comme chanteur de rue à Paris, se produisant dans des lieux tels que la rue Mouffetard et les quais de la Seine. Sa voix, remarquée pour sa proximité avec celle de Jacques Brel, le fait connaître. Selon ses propres déclarations, il aurait été introduit au cabaret Chez Michou par une radio locale, devenant ainsi le premier artiste non transformiste à s’y produire.

### Collaborations:D’Amsterdam à Vesoul
En 2018, Arnaud Askoy participe au spectacle D’Amsterdam à Vesoul, produit par Yann Dubois pour la société Undershow. Ce projet collectif rassemble musiciens et danseurs autour des chansons de Jacques Brel. Le spectacle est présenté dans plusieurs villes françaises.

### La Promesse Brel
Après cette expérience collective, Arnaud Askoy se tourne vers une interprétation plus personnelle des chansons de Jacques Brel. Il est repéré par Pierre-Nicolas Cléré alors qu’il chante dans le métro parisien. Cette collaboration avec la société Artcoscène aboutit à la création de La Promesse Brel en 2021.
Dans ce spectacle, Askoy est accompagné par Roland Romanelli à l’accordéon, connu pour sa collaboration avec Barbara, et Jean-Philippe Audin au violoncelle, reconnu pour son travail dans des projets alliant musiques classique et populaire.
Présenté dans des salles telles que l'Alhambra (2021), le Théâtre de la Tour Eiffel (2022) et l’Olympia (2023), le spectacle marque le paysage culturel français. En 2025, des représentations sont prévues à l’étranger, notamment au Québec et en Belgique.

### Festivals et événements spéciaux
- Festival d'Avignon, Théâtre Notre-Dame (juillet 2024) : La Promesse Brel [11].
- Zeebrugge, Belgique (4 mai 2024) : Arnaud Askoy chante au pied du voilier pour soutenir l’association chargée de la rénovation et mise à l'eau du bateau Askoy de Jacques Brel [12]

## Œuvres littéraires
Sous son nom de naissance, Arnaud Bassecourt a publié plusieurs ouvrages, dont :
- L'aigle de diamant, autobiographie, Charenton-le-Pont, France, Presses de Valmy, 2001, 309 p. (ISBN 2910733920) ;
- L'ange de la mort, roman policier, Paris, La Compagnie Littéraire, 2006 (ISBN 2876831309) ;
- Il est temps de vous dire, recueil de poésie, Paris, L'Harmattan, 2018 (ISBN 9782343117256) ;
- Rêver. L'impossible rêve. Recueil de poésie, Paris, Autoédition, 2019 ;
- J'espère. Recueil de poésie, Paris, Autoédition, 2021.

## Peinture
Arnaud Askoy s’est également distingué comme peintre, explorant une pratique artistique autodidacte qui combine diverses techniques, telles que la peinture à l’huile, l’aquarelle, l’encre de Chine et le dessin. Ses œuvres ont été présentées lors de plusieurs expositions, notamment à la mairie du 8e arrondissement de Paris en octobre 2019 et à la mairie du 5e arrondissement en juillet 2019. En octobre 2023, Askoy a été au centre d'un concert-vernissage au Cercle national des armées de Paris.